# Grzegorz Rozenberg
Pour les articles homonymes, voir Rozenberg.
Grzegorz Rozenberg, né le 14 mars 1942 à Varsovie, est un informaticien théoricien néerlandais d'origine polonaise. Il est professeur à l'université de Leyde. Il y dirige le département d'informatique au Leiden Institute of Advanced Computer Science (LIACS) et il est directeur scientifique du Leiden Center for Natural Computing (LCNC),.

## Parcours professionnel
Grzegorz Rozenberg obtient un diplôme de maîtrise et d'ingénieur en informatique en 1965 à l'École polytechnique de Varsovie. En 1968, il obtient un Ph. D. en mathématiques à l'Académie polonaise des sciences de Varsovie, sous la direction de Zdzisław Pawlak avec une thèse intitulée « Quasi-uniform Automata ». Il est ensuite professeur assistant à l'académie polonaise des sciences, à l'université d'Utrecht, professeur associé à l'université d'État de New York à Buffalo et professeur à l'Université d'Anvers. Depuis 1979, il est professeur à l'université de Leyde, au département d'informatique et professeur adjoint au département d'informatique del l'université du Colorado à Boulder. Il dirige le département d'informatique au Leiden Institute of Advanced Computer Science (LIACS) et il est directeur scientifique du Leiden Center for Natural Computing (LCNC).

## Recherche
Sa recherche porte sur la théorie des langages formels et des automates, la réécriture des graphes, les systèmes de Lindenmayer, la théorie  des systèmes concurrents comme les réseaux de Petri et la théorie des traces. Il s'est fait depuis le promoteur et le héraut du natural computing et du DNA computing, lui a donné son nom actuel et en a dessiné les contours. Il est fondateur du périodique  International Journal on Natural Computing.

## Fonctions dans la communauté académique
Il a joué un rôle important, seul, avec Arto Salomaa, Maurice Nivat  ou d'autres, dans le développement de l'informatique théorique européenne.
Il a été notamment président de l'European Association for Theoretical Computer Science (EATCS) de 1985 à 1994 et éditeur du Bulletin de l'EATCS de 1980 à 2003, également membre du comité de programme des principales conférences d'informatique européennes. Il est président ou vice-président du comité de pilotage (« steering committee ») de diverses conférences scientifiques, et notamment Developments in Language Theory (DLT), Graph Transformation (ICGT), Unconventional Computation (UC). Il est cofondateur et coéditeur de la collection EATCS Monographs and Texts in Theoretical Computer Science.

## Prix et distinctions
En 2003 il reçoit le Prix EATCS. Il est docteur honoris causa de l'université de Turku, de l'université technique de Berlin, de l'université de Bologne et de l'École polytechnique de Varsovie. Il est membre de l'Academia Europaea, membre étranger de l'académie finlandaise des sciences et membre de l'Association américaine pour l'avancement des sciences.
Il est prestidigitateur amateur, membre de diverses sociétés de magiciens professionnels.

## Publications
Grzegorz Rozenberg a publié plus de 500 travaux, 6 livres, et il est éditeur ou coéditeur de plus de 100 livres. D'après son registre sur DBLP, il a publié avec 202 coauteurs, dont se détachent Andrzej Ehrenfeucht, Arto Salomaa et Gheorghe Păun (en).
Coauteur (sélection)
- avec Arto Salomaa, The Mathematical Theory of L-Systems, Academic Press 1980
- avec Arto Salomaa, Cornerstones of Undecidability, Prentice Hall 1994
- avec Georghe Paun et Arto Salomaa, DNA Computing. New Computing Paradigms, Springer Verlag 1997
- avec Andrzej Ehrenfeucht, et Tero Harju Theory of 2-structures: a framework for decomposition and transformation of graphs, World Scientific 1999.

Éditeur ou coéditeur (sélection)
- avec Aristid Lindenmayer, Automata, Languages, Development, North Holland 1976
- avec J. W. de Bakker et W. P. de Roever, Current trends in concurrency: overviews and tutorials, Springer Verlag 1986
- avec Arto Salomaa, The Book of L, Springer Verlag 1986
- avec Arto Salomaa, Lindenmayer Systems. Impacts on Theoretical Computer Science, Computer Graphics, and Developmental Biology, Springer Verlag 1992 DOI 10.1007/978-3-642-58117-5
- avec Volker Diekert, The Book of Traces, World Scientific 1995
- Handbook of Graph Grammars and Computing by Graph Transformations, World Scientific 1997
- avec Arto Salomaa, Handbook of Formal Languages, 3 volumes, Springer Verlag 1997
- avec Gabriel Ciobanu, Modeling in molecular biology, Springer Verlag 2004
- Handbook of Natural Computing, 4 volumes, Springer Verlag 2010
- avec Georghe Paun et Arto Salomaa, Oxford Handbook of Membrane Computing, Oxford University Press 2010